# Comité de Acción de Granada
El Comité de Acción de Granada (en inglés: Grenada Action Committee), abreviado como GAC, fue un partido político informal establecido en Granada en septiembre de 1951 bajo el liderazgo de Theophilus Albert Marryshow con el objetivo de unificar candidaturas para las elecciones al Consejo Legislativo de octubre de ese mismo año, las primeras bajo sufragio universal en la historia de Granada, entonces una colonia del Imperio británico.
De corte conservador, el Comité de Acción tenía como objetivo crear un partido alternativo al Partido Popular de Granada, encabezado por Eric Gairy y representativo de los sindicatos que habían liderado una serie de masivas huelgas a principio de año. Se fundó y anunció su lista de candidatos el 3 de septiembre, en una reunión en la que el propio Marryshow no estuvo presente por encontrarse en una visita en Trinidad y Tobago. El Comité fue denunciado como una representación de los intereses de la clase dominante de la colonia, y varios de sus candidatos pertenecían a la clase dominante. En las elecciones el Comité obtuvo el 25,09% de los votos contra el 68,84% obtenido por el GPP de Gairy. Marryshow resultó reelecto en su circunscripción en la Ciudad de Saint George, mientras que Cyril Sylvester ganó en Carriacou y Pequeña Martinica.
Unificado únicamente para centralizar la oposición a Gairy en 1951, el Comité se disolvió el día de las elecciones. Sylvester se unió al Partido Laborista Unido de Granada (GULP), partido sucesor del GPP, y murió al año siguiente, mientras que Marryshow se mantuvo en el Parlamento como independiente.